# پسر پلنگ صورتی
پسر پلنگ صورتی فیلمی کمدی، محصول سال ۱۹۹۳ است. این فیلم نهمین فیلم از سری پلنگ صورتی و اولین و تنها فیلم از این سری بدون بازی بازرس کلوزو می‌باشد.